# كورنو غراندي
{{ص.م جبل
| الاسم              = كورنو غراندي
| صورة              = Il Gran Sasso d'Italia, il paretone nord.JPG
| تسمية الصورة      = الوجه الشرقي لكورنو غراندي
| الارتفاع متر       = 2912
| نتوء متر          = 2476
| خريطة الموقع      = إيطاليا
| موقع تسمية المؤشر = none
| تسمية خريطة الموقع= موقع كورنو غراندي في إيطاليا
| حجم خريطة الموقع  = 300
| مصدر الإحداثيات    = 
{{| lat_d = 42 | lat_m = 28 | lat_s = 9 | lat_NS = N
| long_d = 13 | long_m = 33 | long_s = 57 | long_EW = E}}
| النوع             =
| الترجمة           = القرن الكبير
| اللغة             = إيطالية
| الموقع            = أبروتسو،  إيطاليا
| السلسلة           = الأبينيني
| الوصول الأول       = 19 أغسطس 1573 فرانشيسكو دي ماركي
| المسار الأسهل      = 
}}
كورنو غراندي (بالإيطالية: Corno Grande)‏ هو جزء من كتلة غران ساسو وأعلى قمة في جبال الأبينيني وأعلاها في شبه الجزيرة الإيطالية عند 2912 م عن مستوى سطح البحر.
شطرها الشمالي يحمل أقصى نهر جليدي أوروبي جنوبًا وهو نهر كالديروني الجليدي. كان أول من تسلق كورنو غراندي الكابتن فرانشيسكو دي ماركي من بولونيا مع فرانشيسكو دي دومينيكو عام 1573.
الطريق المعتاد هو صعود التلال الغربية رغم أن عددًا من الطرق الأخرى قائمة بما في ذلك تلك التي في الجهة الجنوبية.